# Las Vegas Nights
Las Vegas Nights (auch unter dem Titel: Las Vegas Nights – The Last Frontier Town) ist ein US-amerikanischer Musicalfilm aus dem Jahr 1941 von Ralph Murphy. Eine Vaudeville-Truppe, angeführt von Norma Jennings (Constance Moore), ihren beiden Schwestern und Stu Grant (Bert Wheeler) versucht, ein heruntergekommenes Haus in einen noblen Nachtclub zu verwandeln.

## Handlung
Die Jennings Sisters, wie sich die drei Schwestern Norma, Mildred und Patsy bei ihren Auftritten in einem Nachtclub nennen, werden zusammen mit Patsys Ehemann, dem Varieté-Künstler Stu Grant, in Las Vegas verhaftet, da sie Tauben in den Bundesstaat eingeschleust haben, ohne dafür eine Genehmigung zu besitzen. Der Richter, dem sie vorgeführt werden, geht jedoch locker mit diesem Vergehen um und entlässt die Truppe ohne Buße, wenn sie ihm den Gefallen tut, etwas für ihn vorzutragen.
Bill Stevens, der in Kalifornien die Ranch seines Vaters führt, ist einige Zeit später in einem Casino gelandet, in dem auch Tommy Dorsey mit seiner Band auftritt, und ist überzeugt, dass es Glück bringe, sich von einer fremden Person küssen zu lassen, bevor man einen Spielautomaten in Gang setzt. Ausgerechnet Norma läuft ihm dort über den Weg, und ihr Kuss bringt ihm tatsächlich das ersehnte Glück. Sie verbringen den Abend zusammen und gewinnen jedes Spiel, das sie in Angriff nehmen. Am nächsten Morgen gibt Norma Stu ihren Anteil am Gewinn in Höhe von 1.500 Dollar, damit er das Geld bei der Bank einzahle. Stu jedoch setzt es im Glücksspiel ein und verliert den gesamten Betrag. Stu erzählt den Schwestern nicht, was passiert ist. Kurz darauf treffen sich alle vier mit Hank Bevis, dem aalglatten jungen Anwalt, der sie vor Gericht in einer Erbschaftssache vertritt. Die Schwestern haben das Haus eines Onkels geerbt. Sie nehmen die heruntergekommene Immobilie in Augenschein und entscheiden, Normas Gewinn einzusetzen, um ihren eigenen Nachtclub in ihrem Erbe zu errichten. Das Trio weiß nicht, dass Hank und Bills Vater zusammenarbeiten und die geerbte Immobilie unbedingt erwerben wollen, um einen großen Hotelkomplex zu errichten. Zu allem Übel leiht sich Stu dann auch noch Geld von Hank, der nebenher als Darlehensgeber auftritt und mit teuren Möbeln handelt, um den Schwestern Geld für die Einrichtung des Nachtclubs geben zu können.
Am Eröffnungsabend zerstören von Hank beauftragte Schläger den Nachtclub fast vollständig, das bereits aufgebrauchte Darlehen ist trotzdem zurückzuzahlen. Dass Hank der Verursacher der Zerstörung war, wissen die vier nicht. Bill, der helfen will, erzwingt, dass die Truppe bei Tommy Dorsey im Casino auftreten darf. Während Patsy ihre Kunststücke mit den Tauben vorführt, sorgt Hank dafür, dass ihr Auftritt nachhaltig gestört wird, die Tauben sich verfliegen und terrorisiert nebenher das Publikum. Am nächsten Morgen erzählt Bill den Schwestern, dass er seinen Casinogewinn an Hank gegeben habe, um das von Stu aufgenommene Darlehen zu tilgen. Norma beharrt nun darauf, dass sie mit ihrem Anteil dafür bürge, dass er sein Geld zurückbekomme.
Tommy Dorsey lässt die überraschten Schwestern wissen, dass er sie engagiere, und zahlt ihnen sogleich einen Vorschuss von 1.500 Dollar. Die Schwestern verwenden das Geld, um Bills Zahlung bei Hank auszulösen. Dieser will ihnen in seiner hinterhältigen Art weismachen, dass Bill nur eine Romanze mit Norma habe, um sich so das Haus unter den Nagel reißen zu können. Ein Telegramm von Bills Vater kommt ihm zu Hilfe, das eine Gratulation zum Kauf des Hauses enthält. Bill schwört jedoch, dass nichts davon wahr sei, und ruft bei seinem Vater an, der ihm bestätigt, dass er das Haus haben wolle. Aus Loyalität zu den drei Schwestern erzählt Bill seinem Vater, dass bereits ein anderes Unternehmen ein hohes Angebot für Haus und Grundstück gemacht habe.
Während die Truppe in dieser Nacht mit der Tommy Dorsey Band auftritt, begeben sich Bill und Hank zu dem begehrten Grundstück. Ganz unerwartet erscheint Bills Vater. Bill behauptet, ein Konkurrent habe ihnen einen Kaufpreis von 47.000 Dollar geboten. Bills Vater unterzeichnet einen Kaufvertrag über 46.000 Dollar, womit Bills List geglückt ist. Als Bill und Norma sich später umarmen, versichert Bill seinem überraschten Vater, dass das Eigentum an der Immobilie in der Familie bleiben werde.

## Produktion

### Produktionsnotizen
Gedreht wurde von Ende November 1940 bis Anfang Januar 1941 für die Produktionsfirma Paramount Pictures. Die Filmaufnahmen entstanden in Las Vegas, Nevada, in den USA.

### Hintergrund
Laut Ausführungen in der Fachzeitschrift der Filmindustrie Hollywood Reporter sollten ursprünglich Richard Connell und Gladys Lehman das Drehbuch für diesen Film verfassen. Für Tommy Dorsey war es sein erster Auftritt in einem Spielfilm. Für Frank Sinatra, der als Sänger der Tommy Dorsey Band vorgestellt wurde, war es sein erstes Erscheinen auf der Kinoleinwand. Die Kritik erwähnte Sinatra seinerzeit kaum, da er zu der Zeit noch wenig bekannt war und im Film auch keine wesentliche Rolle spielte. In Tommy Dorseys Orchester spielten während der Dreharbeiten Ziggy Elman, Ray Linn, Chuck Peterson, Clyde Hurley (Trompete), Les Jenkins, George Arus, Lowell Martin (Posaune), Johnny Mince (Klarinette, Altsaxophon), Fred Stulce, Heinie Beau (Altsaxophon), Don Lodice, Paul Mason (Tenorsaxophon), Joe Bushkin (Piano), Clark Yocum (Gitarre), Sid Weiss (Bass) und Buddy Rich (Schlagzeug).

### Musik
Sinatra sang nicht den oscarnominierten Song Dolores, das Lied, das Platz eins der US-amerikanischen Charts erreichte und für Sinatra zu seinem zweiten Nummer-eins-Erfolg wurde, sondern zusammen mit den Pied Pipers I’ll Never Smile Again (und das noch nicht einmal vollständig), das Lied, das zu seinem ersten Nummer-eins-Hit wurde.
- Dolores, Musik: Louis Alter, Lyrik: Frank Loesser
  - vorgetragen in Spanisch vom Mexican Trio sowie Bert Wheeler und Tommy Dorsey & Band
- I Gotta Ride, Musik: Burton Lane, Lyrik: Frank Loesser
  - vorgetragen von Phil Regan und einem Cowboy-Chor
- Mary, Mary Quite Contrary, Musik: Burton Lane, Lyrik: Frank Loesser
  - vorgetragen von Lillian Cornell, Virginia Dale und Constance Moore,
  - begleitet von Bert Wheeler auf der Mundharmonika
- I’ll Never Smile Again, geschrieben von Ruth Lowe
  - vorgetragen von Tommy Dorsey & Band zusammen mit Frank Sinatra und The Pied Pipers
- The Lamp on the Corner, Musik: Agustín Lara, Lyrik: Ned Washington
  - vorgetragen von Lillian Cornell
- That’s Southern Hospitality, geschrieben von Sam Coslow
  - vorgetragen von Virginia Dale und Bert Wheeler
- Cocktails for Two, geschrieben von Arthur Johnston
  - vorgetragen von Tommy Dorsey & Band (bei der Probe)
- On Miami Shore, Musik: Viktor Jacobi, Lyrik: William LeBaron
  - vorgetragen von Lillian Cornell, begleitet von The Pied Pipers und Tommy Dorsey & Band
- Shadow Waltz, Musik: Harry Warren
  - gespielt von Tommy Dorsey & Band, „Taubentanz“, getanzt von Virginia Dale
- The Trombone Man Is the Best Man in the Land
  - vorgetragen von Tommy Dorsey & Band, Schlagzeug-Solo: Buddy Rich,
  - gesungen von The Pied Pipers und Connie Haines
- Song of India, Musik: Nikolai Andrejewitsch Rimski-Korsakow
  - vorgetragen von Tommy Dorsey & Band

### Veröffentlichung
Premiere feierte der Film am 19. März 1941 in New York, bevor er am 28. März 1941 allgemein in den USA anlief. Am 27. März 1942 wurde er in Mexiko unter dem Titel Noches de rumba veröffentlicht. Er lief außerdem in Brasilien unter dem Titel Noites de Rumba und in Portugal unter dem Titel Canção ao Amanhecer. Im Vereinigten Königreich trug er bei seiner Veröffentlichung den Titel The Gay City.

## Kritik
Jeremy Arnold war der Ansicht, dass der Film in erster Linie wegen Tommy Dorseys wunderbarer Musik von Interesse sei, zudem aber auch wegen Frank Sinatras Spielfilmdebüt sowie Dorseys Debüt-Auftritt, denn ohne ihn und seine Band wäre der Film kaum eine Erwähnung wert. Die New York Times fand den Film nicht des Fingerschnippens wert, schränkte aber ein, aufgrund von Tommy Dorsey und seiner Band sei er imstande, doch ein gewisses Interesse zu wecken.

## Auszeichnung
Louis Alter und Frank Loesser waren auf der Oscarverleihung 1942 mit ihrem Lied Dolores für einen Oscar in der Kategorie „Bester Song“ nominiert, mussten jedoch Jerome David Kern und Oscar Hammerstein II und dem Lied The Last Time I Saw Paris aus dem Musicalfilm Lady Be Good den Vortritt lassen.